# Eupithecia foedatipennis
Eupithecia foedatipennis là một loài bướm đêm trong họ Geometridae.